# 花荵
花荵（学名：Polemonium caeruleum）为花荵科花荵属下的一个种。